# Kontinuierliches Grundmodell
Das Kontinuierliche Grundmodell ist ein Modell, das Neuronale Netze beschreibt. Es ist wesentlich einfacher als z. B. das Hodgkin-Huxley-Modell, deshalb werden künstliche neuronale Netze oft durch dieses Modell oder eine diskretisierte Version, das Diskrete Grundmodell modelliert.
Im Kontinuierlichen Grundmodell werden die einzelnen Ionenkanäle der Synapsen nicht länger modelliert, und deswegen sind auch keine einzelnen Aktionspotential-Spikes mehr sichtbar, stattdessen müssen diese explizit durch eine Funktion angegeben werden.
Somit ist jedes Neuron durch zwei Modellgleichungen (Differentialgleichungen) beschrieben:
1. einer DGL für die Beschreibung des dendritischen Membranpotentials {\displaystyle x_{j}(t)}
2. eine Funktionsauswertung für das axonale Potential {\displaystyle y_{j}(t)=f(x_{j}(t))}

In einem neuronalen Netz mit n Neuronen lauten die Modellgleichungen dann:

{\displaystyle \tau {\dot {x}}_{j}(t)=-x_{j}(t)+u_{j}(t)+\sum _{i=1}^{n}{c_{ij}y_{i}(t-\Delta _{ij}})}

{\displaystyle y_{j}(t)=f_{j}(x_{j}(t))}

Dabei ist:
- {\displaystyle \tau >0} eine Zeitkonstante
- {\displaystyle x_{j}(t)} das dendritische Potential des j-ten Neurons
- {\displaystyle {\dot {x}}_{j}(t)} die (zeitliche) Ableitung von {\displaystyle x_{j}}
- {\displaystyle u_{j}(t)} der externe Input des j-ten Neurons
- {\displaystyle c_{ij}} die synaptische Kopplungsstärke vom i-ten zum j-ten Neuron
- {\displaystyle \Delta _{ij}} die Laufzeit eines Aktionspotentials von i nach j
- {\displaystyle y_{j}(t)} das axonale Potential von j
- {\displaystyle f_{j}} eine Transferfunktion